# Foveades albilineata
Foveades albilineata là một loài bướm đêm trong họ Erebidae.